# Scapheremaeus rustenburgensis
Scapheremaeus rustenburgensis är en kvalsterart som beskrevs av Engelbrecht 1975. Scapheremaeus rustenburgensis ingår i släktet Scapheremaeus och familjen Cymbaeremaeidae. Inga underarter finns listade i Catalogue of Life.